# Dysdera spasskyi
Dysdera spasskyi là một loài nhện trong họ Dysderidae.
Loài này thuộc chi Dysdera. Dysdera spasskyi được miêu tả năm 1956 bởi Charitonov.